# Église des Trinitaires
Pour les articles homonymes, voir Trinitaires (homonymie).
L’église des Trinitaires se situe dans la commune française de Metz et le département de la Moselle,

## Contexte
L'édifice est situé au 2 rue des Trinitaires, à l'angle de la rue du Haut-Poirier, à côté des musées de Metz.

## Construction et aménagements
L'édifice est construit en 1720. Les travaux se terminent bien plus tard, en 1787. Construit par les Trinitaires sur un emplacement qu’ils occupaient depuis 1561, l'édifice est construit dans un style baroque. La nef, à un seul vaisseau, compte seulement deux travées. Le chœur, à cinq pans, est assez remarquable. L'élégante façade est alignée sur les maisons voisines, en bordure d'une rue qui suit le tracé de l'ancienne voie romaine. C’est une des rares églises à chapiteaux suspendus.

## Affectations successives
Désaffectée à la Révolution, elle fut donnée aux protestants de Metz en 1803 pour y célébrer le culte. Elle fut en service pendant un siècle. Les cultes y furent célébrés en français jusqu’à l’achèvement du Temple Neuf de Metz. Après 1945, elle sera utilisée comme dépôt par les pompiers. Longtemps inoccupée et en mauvais état, elle a été restaurée. Actuellement elle est utilisée comme un lieu culturel, une salle d’exposition temporaire.
L’ancienne église des Trinitaires fait l’objet d’un classement au titre des monuments historiques depuis le 1er mars 1973.

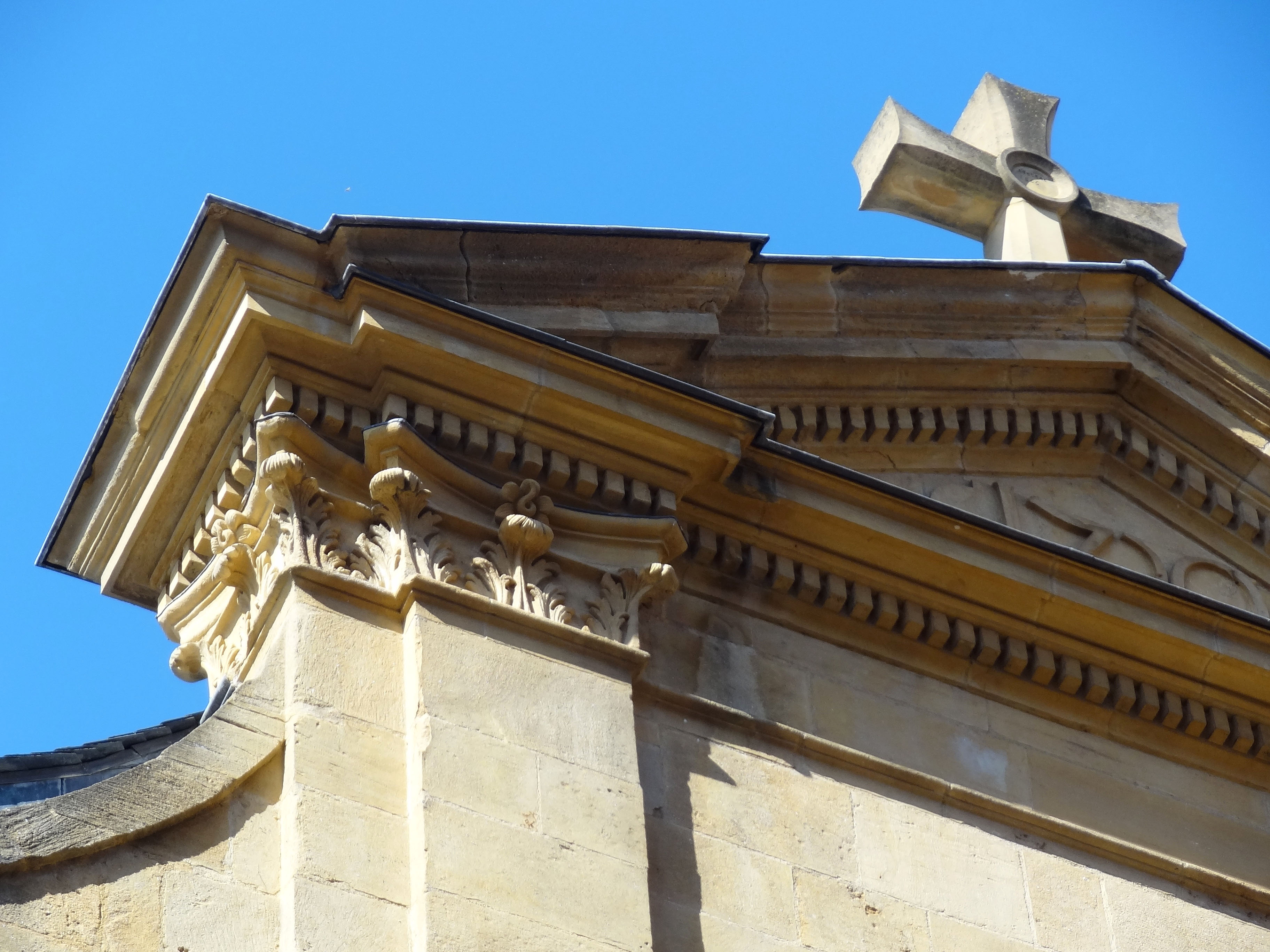
Haut de la façade principale
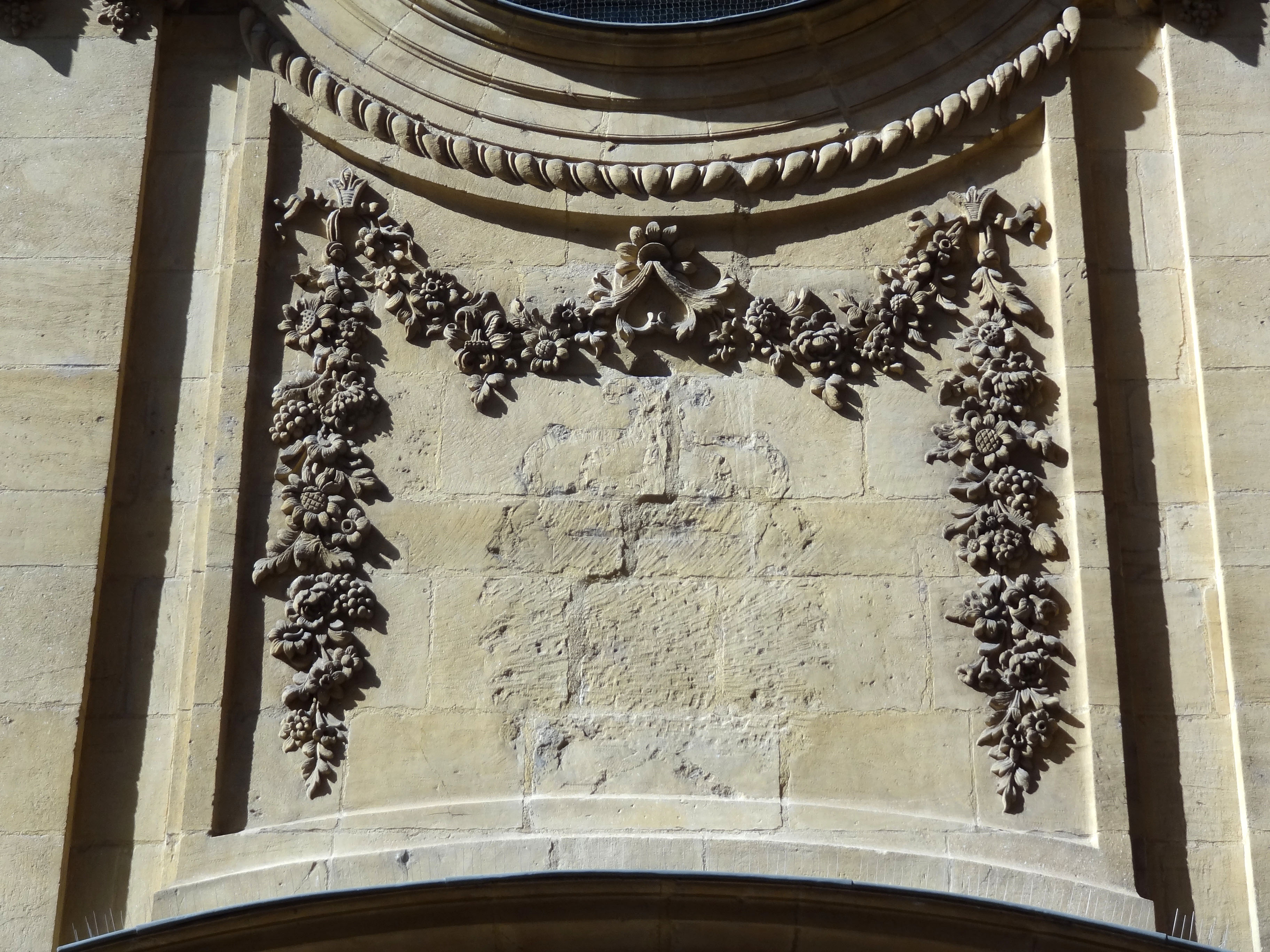
Détail de la façade, au-dessus du portail principal